# Грін-Лейк (Вісконсин)
Грін-Лейк (англ. Green Lake) — місто (англ. city) в США, в окрузі Ґрін-Лейк штату Вісконсин. Населення — 1001 особа (2020).

## Географія
Грін-Лейк розташований за координатами 43°50′31″ пн. ш. 88°57′28″ зх. д. / 43.84194° пн. ш. 88.95778° зх. д. (43.841855, -88.957793).  За даними Бюро перепису населення США в 2010 році місто мало площу 5,34 км², з яких 4,64 км² — суходіл та 0,70 км² — водойми. В 2017 році площа становила 4,74 км², з яких 4,67 км² — суходіл та 0,07 км² — водойми.

## Демографія
Згідно з переписом 2010 року, у місті мешкало 960 осіб у 491 домогосподарстві у складі 254 родин. Густота населення становила 180 осіб/км².  Було 766 помешкань (143/км²).
Расовий склад населення:
| - 98,8 % — білих - 0,3 % — азіатів - 0,2 % — корінних американців - 0,2 % — чорних або афроамериканців |

До двох чи більше рас належало 0,4 %. Частка іспаномовних становила 1,9 % від усіх жителів.
За віковим діапазоном населення розподілялося таким чином: 14,1 % — особи молодші 18 років, 61,4 % — особи у віці 18—64 років, 24,5 % — особи у віці 65 років та старші. Медіана віку мешканця становила 50,7 року. На 100 осіб жіночої статі у місті припадало 103,4 чоловіків;  на 100 жінок у віці від 18 років та старших — 99,8 чоловіків також старших 18 років.
Середній дохід на одне домашнє господарство  становив 60 632 долари США (медіана — 44 861), а середній дохід на одну сім'ю — 79 237 доларів (медіана — 57 917). Медіана доходів становила 37 656 доларів для чоловіків та 32 250 доларів для жінок. За межею бідності перебувало 4,9 % осіб, у тому числі 0,0 % дітей у віці до 18 років та 1,2 % осіб у віці 65 років та старших.
Цивільне працевлаштоване населення становило 456 осіб. Основні галузі зайнятості: мистецтво, розваги та відпочинок — 20,4 %, освіта, охорона здоров'я та соціальна допомога — 18,0 %, виробництво — 16,2 %.